# 以色列前哨站

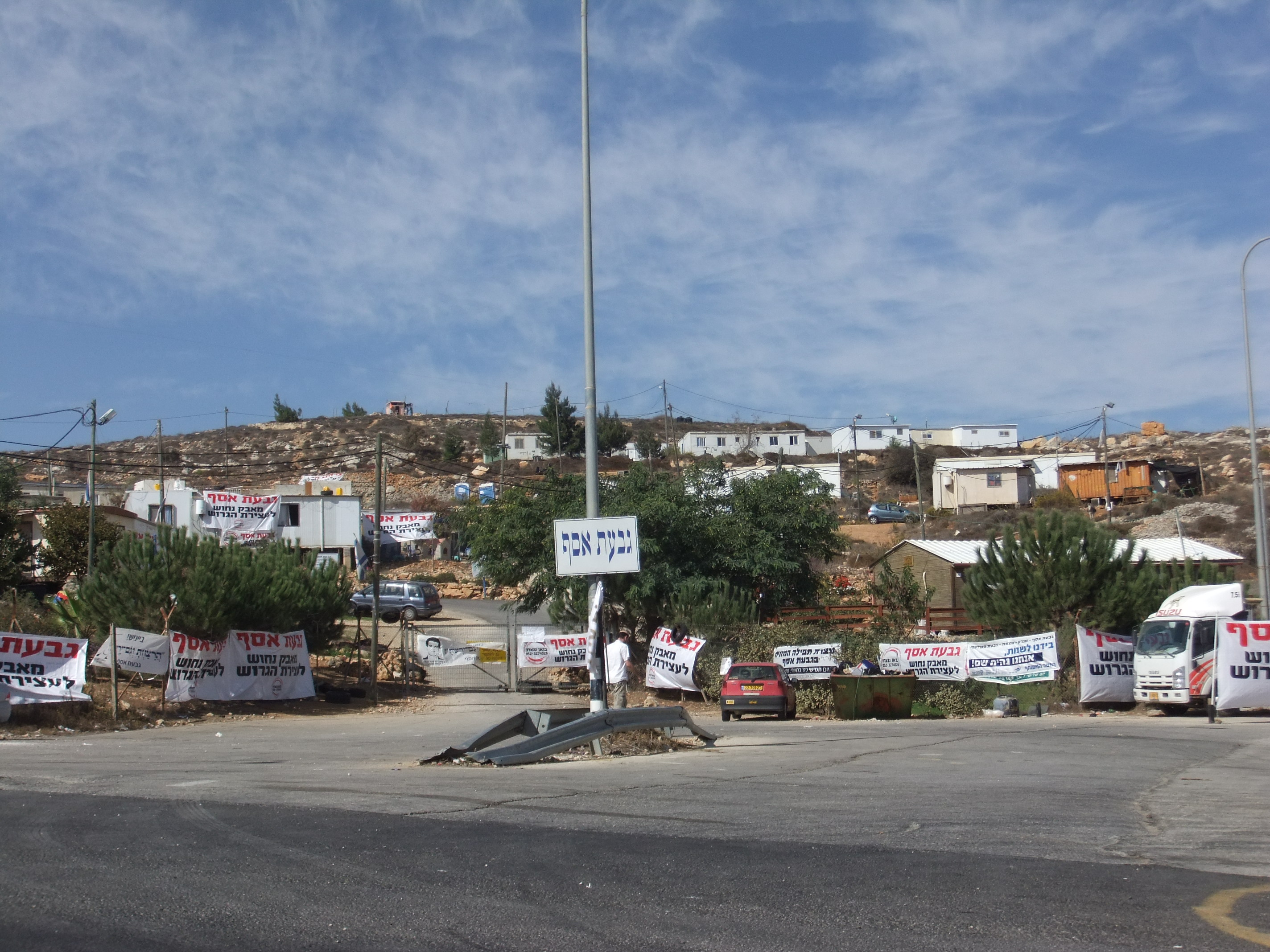
位于约旦河西岸的前哨站Giv'at Asaf。

以色列前哨站（希伯來語：‎，羅馬化：Ma'ahaz），以色列于1991年至2004年间在朱迪亚-撒马利亚区（西岸地区）建立的一类犹太人社区，这些社区未得到以色列官方的正式认可。相反的，对于以色列定居点，官方会予以法定地位。

## 以色列前哨站的特点
按照2005年Sasson 报告，以色列前哨站具有以下特点：
- 前哨站不是由政府决定创建的。
- 前哨站建立没有合法的规划
- 前哨站不属于已有的定居点
- 前哨站成立于90年代，多半是90年代中期以后。